# Margrethekirken (Københavns Kommune)
 For alternative betydninger, se Margrethekirken. (Se også artikler, som begynder med Margrethekirken)
Margrethekirken erstattede en tidligere vandrekirke fra 1964 og er tegnet af arkitekterne Vilhelm Wohlert og Rolf Graae. Den daværende tronfølger, Prinsesse Margrethe lagde grundstenen til kirken den 21. november 1968.
Kirkerummet, der er sekskantet, har 185 pladser, men kan udvides helt op til 395 pladser. Uden om det ligger kordegnekontor, våbenhus, tillægssal, konfirmandstue, entré og præsteværelse.
Kirkens orgel er et Frobeniusorgel (18 stemmer) med 1.066 piber og 3 manualer. Kirken har et altertæppe symboliserende nadverens brød og vin.

## Klokketårnet
Det fritstående klokketårn indeholder nederst et kapel. Øverst hænger dels 6 ringeklokker og dels et klokkespil bestående af 38 klokker. Klokkespillet kan betjenes både elektronisk og manuelt. Organisten kan spille på det både fra tårnet og fra korværelset i kirken.
- Anden vinkel
- Tredje vinkel.

## Eksterne kilder og henvisninger
- Sognets side hos www.sogn.dk
- Margrethekirken hos KortTilKirken.dk